# Baglioni-Kapelle
Koordinaten: 42° 59′ 23,6″ N, 12° 40′ 19,9″ O
Die Baglioni-Kapelle befindet sich in der Kirche Santa Maria Maggiore in Spello und ist bekannt für den Freskenzyklus von Pinturicchio, der von  1500 bis 1501 entstand.

## Geschichte
Die Dekoration wurde von Prior Troilo Baglioni (gestorben 1506), dem späteren Bischof von Perugia, in Auftrag gegeben und trägt das Datum 1501, das als Abschluss der Arbeit angenommen wird. Das Projekt war der letzte große Auftrag von Pinturicchio in Umbrien, bevor er nach Rom und Siena ging. Die Arbeit wurde, wie für den Maler aus Perugia üblich, dank einer gut organisierten Werkstatt und der Mitarbeit anderer Meister, die nach seinem Entwurf malten, mit beträchtlicher Geschwindigkeit ausgeführt.
In der zweiten Hälfte des 16. Jahrhunderts wurde die Kapelle von dem als „der Bruder“ bekannten Künstler mit Deruta-Keramikfliesen gepflastert.
1976–1977 erfolgte eine Restaurierung und die Kapelle wurde mit einer Klimaanlage gegen Feuchtigkeit ausgestattet.

## Beschreibung

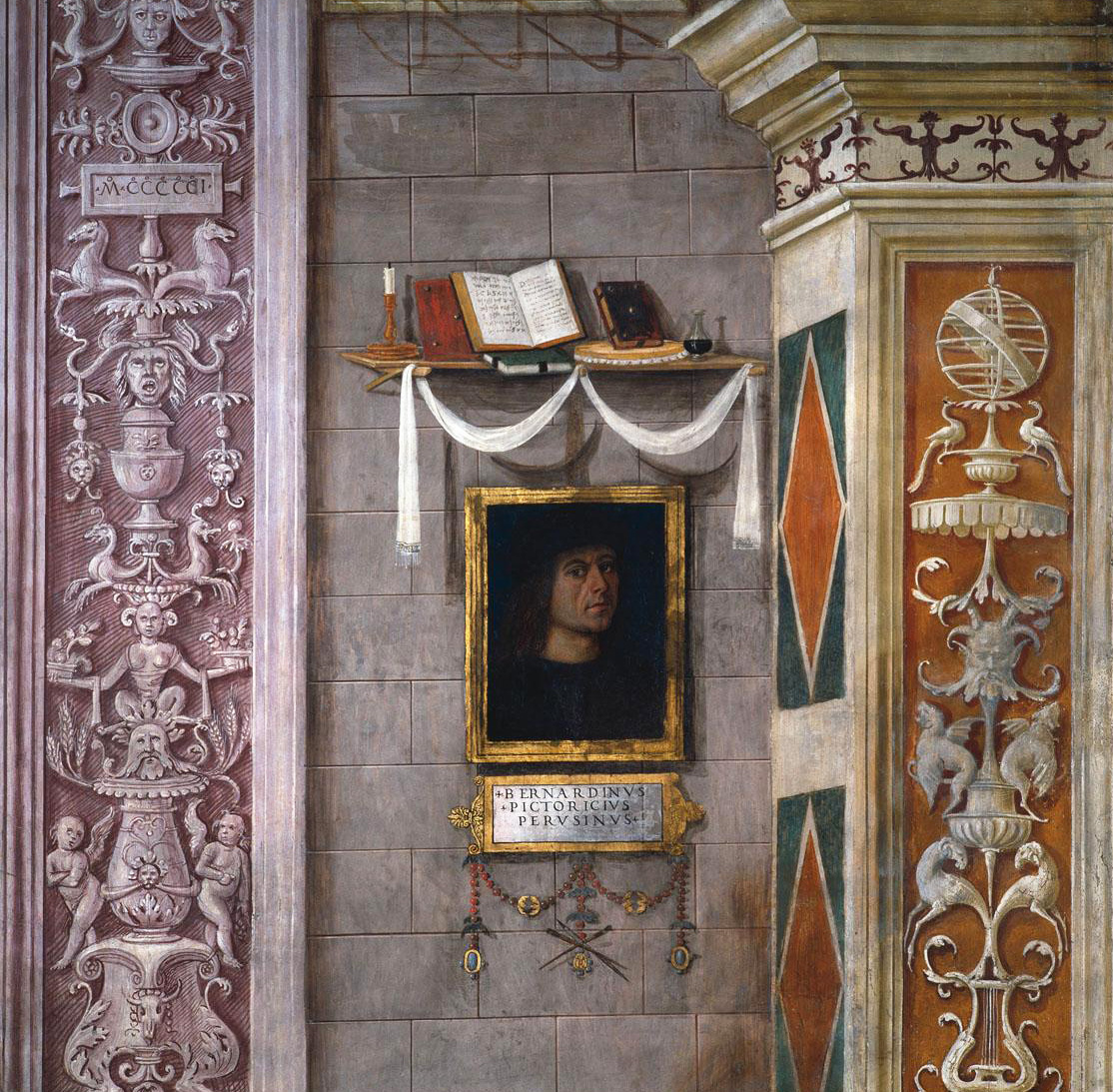
Selbstporträt Pinturicchios mit der Jahreszahl zwischen den Grotesken

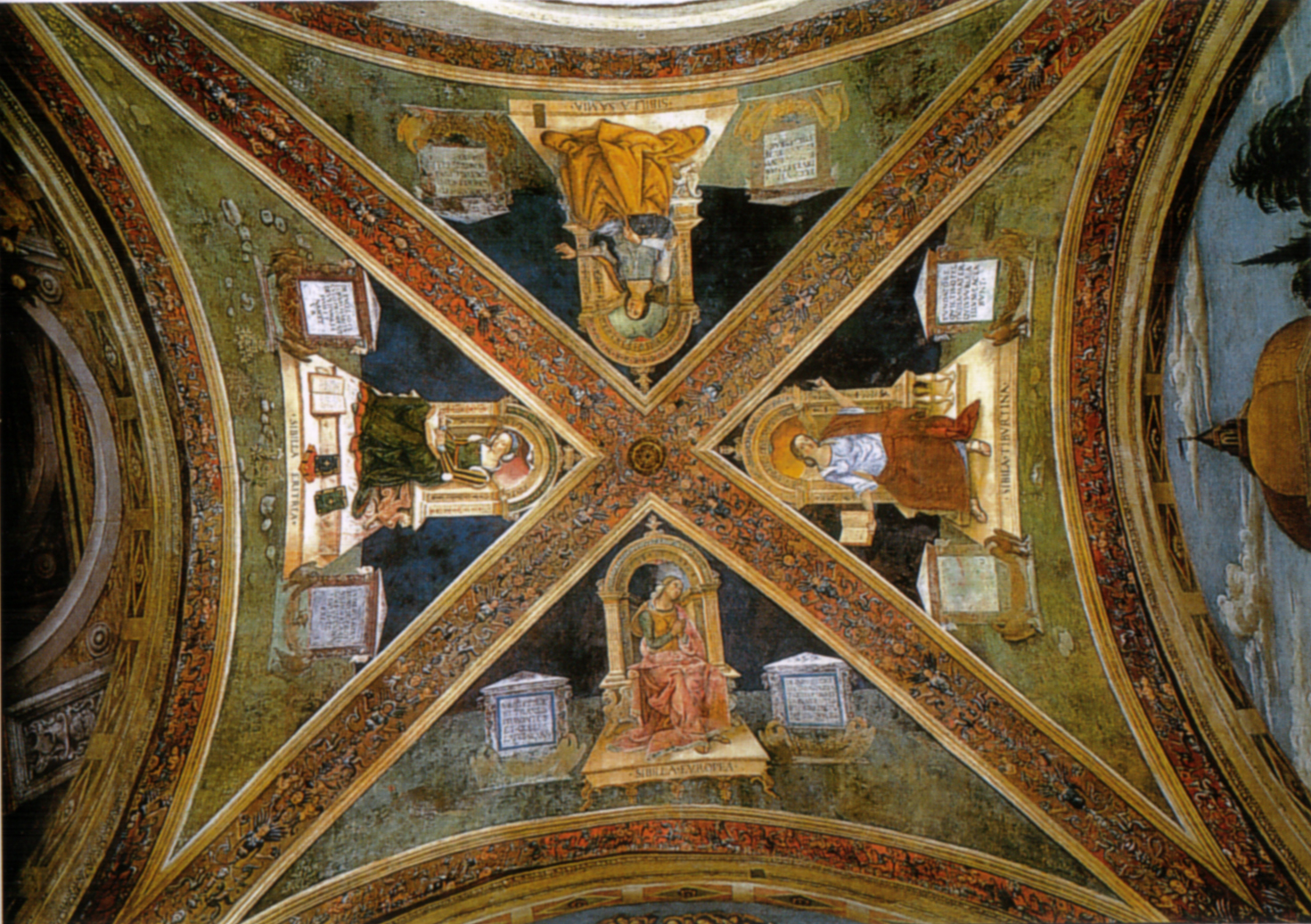
Decke mit Sibyllen

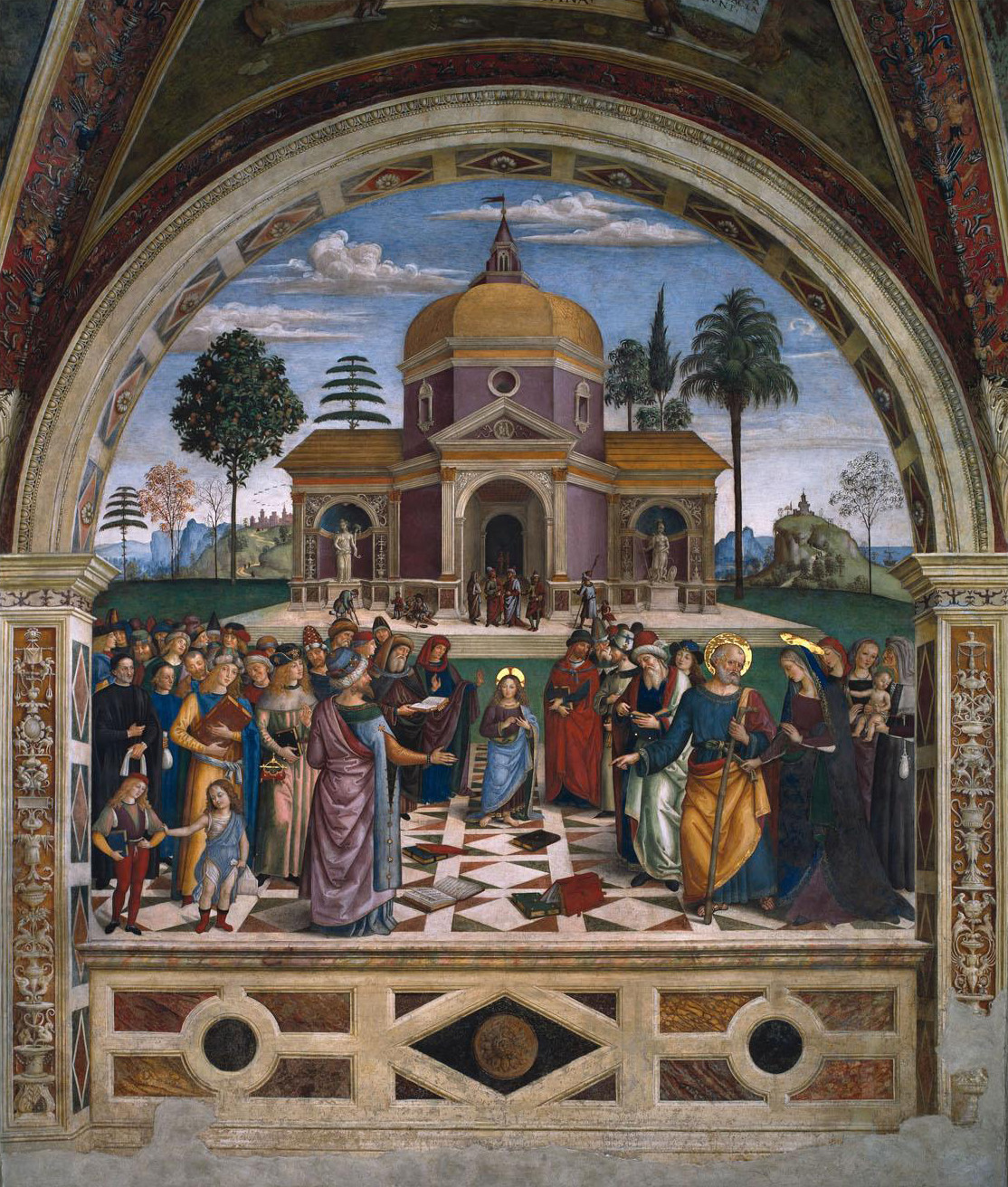
Jesus diskutiert mit den Gelehrten

Die Kapelle hat einen quadratische Grundriss mit einem Kreuzgewölbe. Die Fresken zeigen Szenen von Maria und der Kindheit Jesu. Das Gewölbe, in dem die Freskenverzierung normalerweise begann, enthält vier Sibyllen in den Segmenten, die auf Thronen sitzen und von Tafeln mit Prophezeiungen über die Ankunft Christi flankiert sind. Weitgehend beschädigt und übermalt, stammt die Bildfassung wahrscheinlich von Bartolomeo Caporali. Die breiten grotesken Leuchter auf den Kreuzrippen stammen wahrscheinlich vom selben Künstler, denn sie ähneln denen, die er in der Kirche Sant’Antonio Abate in Deruta gemacht hat.
Die drei Hauptszenen, in Form einer Lünette, nehmen die drei verfügbaren Wände ein und sind von bemalten Säulen und Bögen umgeben, von denen man die Laibung sehen kann, die durch geometrische Verzierungen und Rosetten geteilt und von unten nach oben verkürzt sind, wodurch die Illusion entsteht, sich in einem griechischen Kreuz mit nach außen offenen Armen zu befinden.

### Verkündigung

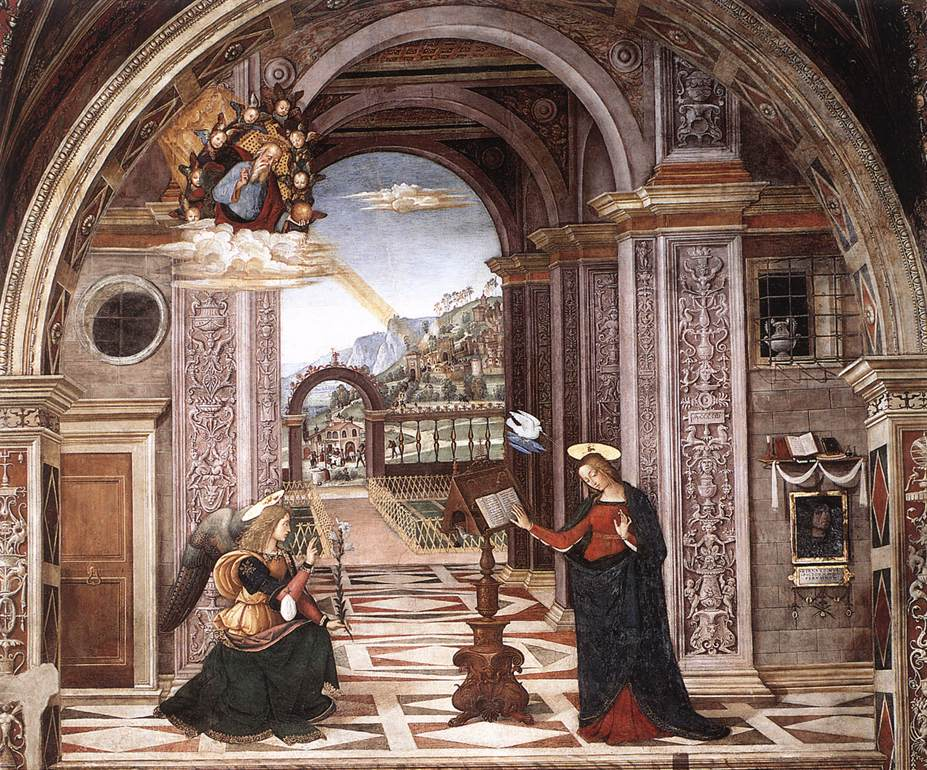
Verkündigung

Die linke Wand zeigt die Verkündigung, die vor einer majestätischen Renaissance-Loggia steht, deren perspektivisch reduzierter geometrischer Boden das Auge des Betrachters in die Ferne schweifen lässt, wo sich jenseits des Hortus conclusus eine Landschaft voller Details öffnet. Die Hauptfiguren sind ganz konventionell: Die lesende Maria wird vom Engel überrascht, der sich segnend nähert und die weiße Lilie, Symbol ihrer jungfräulichen Reinheit, in der Hand trägt; oben erscheint die Ewigkeit in einer Mandel kleiner Engel, die durch einen Lichtstrahl die Taube des Heiligen Geistes senden.
Die rechte Seite scheint besonders gepflegt zu sein, wo sich an einer Wand ein kleines Fenster mit einem Gitter und dahinter eine Amphore befindet, darunter ein Bücherregal mit einem hängenden Gemälde, das nichts anderes ist als das Selbstbildnis des Malers in einer stolzen Pose, komplett mit einer Widmung in einer mit Schmuck besetzten Tafel. (+ BERNARDINVS + PICTORICIVS PERVSINVS +).

### Anbetung der Hirten
Die zentrale Wand zeigt die Anbetung der Hirten, mit der Ankunft der Könige im Hintergrund. Die Szene spielt sich auf dem Rasen vor dem Vordach ab, der dank der Perspektive von unten grandiose Ausmaße annimmt, mit einer klaren Definition aller Elemente, vom Gehege mit Ochs und Esel bis hin zu den Lasttieren, die auf der Reise verwendet werden. In der Wand öffnet sich ein kleines Fenster, von dem aus man eine klare Landschaft sehen kann, eine Art Gemälde im Gemälde. Die Hirten im Vordergrund haben nach flämischem Vorbild geschnittene und ausdrucksstarke somatische Merkmale, während der junge Mann mit der Ziege auf der linken Seite, inspiriert von alten Reliefs mit Opferthemen, eine idealisierte jünglingshafte Schönheit zeigt. Die Gruppe der Madonna mit Kind nimmt die Form der Anbetung der Hirten an, ein Fresko, das Jahre zuvor in der Krippenkapelle in Santa Maria del Popolo in Rom gemalt wurde. Oben ist ein Chor von Engeln.
Der Hintergrund ist sehr gepflegt, mit einer deutlich bis ins Detail gemalten Stadt, die einen Miniaturcharakter hat. Unter den symbolischen Elementen ist ein Pfau auf dem Vordach zu sehen, ein Symbol der Unsterblichkeit.

### Jesus diskutiert mit den Gelehrten
Die rechte Wand ist mit der Diskussion Jesu mit den Gelehrten geschmückt. Der junge Jesus ist der Drehpunkt der beiden Philosophengruppen des Tempels von Jerusalem, der im Hintergrund mit seiner Kuppel aufragt. Dies ist ein Schema, das von Pinturicchio bereits in der Bufalini-Kapelle verwendet wurde, das wiederum von Peruginos Schlüsselübergabe in der Sixtinischen Kapelle abgeleitet wurde. Wie üblich hat das Gebäude einen zentralen Grundriss und zeigt zwei Nischen mit grotesken Verzierungen und alten Statuen, nach dem antiken Geschmack, zu dessen Protagonisten Pinturicchio gehörte. Die Menschenmenge besteht aus typischen Figuren, jungen Bräuten, Weisen, zahnlosen Greisen und einfachen Umstehenden. Zwischen ihnen ragen einige Porträts heraus, darunter auf der linken Seite das von Troilo Baglioni in Gestalt eines apostolischen Protonars neben einem Herren mit Münzen, die den Lohn für Pinturicchio symbolisieren.